# Associazione Calcio Milano 1942-1943
Questa voce raccoglie le informazioni riguardanti l'Associazione Calcio Milano nelle competizioni ufficiali della stagione 1942-1943.

## Stagione

Paolo Todeschini, al Milano dal 1939 al 1943

In questa stagione gli eventi bellici influenzano fortemente i campionati. In particolare sono i bombardamenti strategici a condizionare pesantemente lo svolgimento delle gare. Per questa tribolata stagione la dirigenza appronta un calciomercato focalizzato sul rinforzo della rosa nonostante tutte le difficoltà connesse alla guerra. Gli acquisti più importanti sono Edoardo Galimberti, Walter Del Medico, Guido Corbelli e Luigi Zorzi. Come allenatore viene confermato Mario Magnozzi.
Per il Milano questo è un campionato anonimo, che si conclude con un 6º posto finale a pari merito con Bologna e Fiorentina. Il Milano fa ottimi risultati solo con le grandi squadre. Degne di nota sono le due vittorie con il Torino  (entrambe per 1 a 0), poi campione d'Italia, e i successi con Juventus (2 a 0), Roma (4 a 1) e Bologna (3 a 2). Sono invece due note stonate i derby, entrambi persi dal Milano (per 3 a 1 e per 3 a 0). In Coppa Italia i rossoneri vengono eliminati nei quarti di finale dal Torino, che si aggiudica poi il trofeo, facendo il primo double del calcio italiano.

## Divise
| Casa | Trasferta |

## Organigramma societario
Area direttiva
- Presidente: -
- Commissario straordinario: Umberto Trabattoni
- Segretario: Angelo Monti

Area tecnica
- Allenatore: Mario Magnozzi
- Direttore tecnico: Antonio Busini

Area sanitaria
- Medico sociale: Giuseppe Veneroni
- Massaggiatore: Luigi Grossi

## Rosa
| N. |                   | Ruolo | Calciatore                   |
| -- | ----------------- | ----- | ---------------------------- |
|    | Italia (bandiera) | P     | Giovanni Rossetti            |
|    | Italia (bandiera) | P     | Alfonso Ricciardi            |
|    | Italia (bandiera) | P     | Giuseppe Sacchi              |
|    | Italia (bandiera) | D     | Enrico Boniforti             |
|    | Italia (bandiera) | D     | Andrea Bonomi                |
|    | Italia (bandiera) | D     | Edoardo Galimberti           |
|    | Italia (bandiera) | D     | Gianni Toppan                |
|    | Italia (bandiera) | D     | Franco Ventura               |
|    | Italia (bandiera) | D     | Luigi Zorzi                  |
|    | Italia (bandiera) | C     | Giuseppe Antonini (capitano) |
|    | Italia (bandiera) | C     | Attilio Gallo                |
|    | Italia (bandiera) | C     | Giorgio Granata              |

| N. |                   | Ruolo | Calciatore          |
| -- | ----------------- | ----- | ------------------- |
|    | Italia (bandiera) | C     | Arrigo Morselli     |
|    | Italia (bandiera) | C     | Luigi Rosellini     |
|    | Italia (bandiera) | C     | Luigi Pozzi         |
|    | Italia (bandiera) | C     | Paolo Todeschini    |
|    | Italia (bandiera) | C     | Piero Trapanelli    |
|    | Italia (bandiera) | C     | Ferdinando Valletti |
|    | Italia (bandiera) | A     | Mario Begni         |
|    | Italia (bandiera) | A     | Aldo Boffi          |
|    | Italia (bandiera) | A     | Gino Cappello       |
|    | Italia (bandiera) | A     | Guido Corbelli      |
|    | Italia (bandiera) | A     | Walter Del Medico   |

## Calciomercato
| Acquisti | Acquisti            | Acquisti | Acquisti |
| R.       | Nome                | da       | Modalità |
| -------- | ------------------- | -------- | -------- |
| C        | Mario Begni         | Fanfulla | -        |
| D        | Andrea Bonomi       | Pirelli  | -        |
| D        | Eugenio Cestari     | Seregno  | -        |
| A        | Guido Corbelli      | Atalanta | -        |
| A        | Walter Del Medico   | Udinese  | -        |
| D        | Edoardo Galimberti  | Novara   | -        |
| C        | Attilio Gallo       | Udinese  | -        |
| P        | Alfonso Ricciardi   | Bari     | -        |
| P        | Giuseppe Sacchi     | Sondrio  | -        |
| D        | Ferdinando Valletti | Seregno  | -        |
| D        | Luigi Zorzi         | Udinese  | -        |

| Cessioni | Cessioni             | Cessioni      | Cessioni |
| R.       | Nome                 | da            | Modalità |
| -------- | -------------------- | ------------- | -------- |
| A        | Angelo Bollano       | Fiorentina    | -        |
| A        | Amedeo Degli Esposti | Venezia       | -        |
| A        | Stefano Ferrari      | Fiorentina    | -        |
| D        | Dante Guagnetti      | Fanfulla      | -        |
| C        | Giuseppe Meazza      | Juventus      | -        |
| C        | Arrigo Morselli      | Brescia       | -        |
| D        | Leandro Remondini    | Modena        | -        |
| C        | Ernesto Sandroni     | Liguria       | -        |
| D        | Giuseppe Vannucci    | Biellese      | -        |
| P        | Mario Zorzan         | Abbiategrasso | -        |

## Risultati

### Serie A

#### Girone di andata
| Arbitro: | Scorzoni (Bologna) |

|                    |           |           |
| Sentimenti III 35’ | Marcatori | 60’ Boffi |

| Milano 11 ottobre 1942 2ª giornata | Milano            | 0 – 0 | Genova 1893 | Arena Civica (26 000 spett.)\| Arbitro: \| Zelocchi (Modena) \| |
| Arbitro:                           | Zelocchi (Modena) |       |             |                                                                 |

| Arbitro: | Bertolio (Torino) |

|           |           |              |
| Pantó 29’ | Marcatori | 13’ Cappello |

| Arbitro: | Scorzoni (Bologna) |

|                      |           |                               |
| Boniforti 45’ (rig.) | Marcatori | 21’ Bollano 41’ Suppi 68’ Gei |

| Arbitro: | Curradi (Firenze) |

|              |           |          |
| Camolese 82’ | Marcatori | 2’ Boffi |

| Arbitro: | Biancone (Roma) |

|                             |           |  |
| Del Medico 36’ Corbelli 38’ | Marcatori |  |

| Arbitro: | Zelocchi (Modena) |

|              |           |                       |
| Cappello 70’ | Marcatori | 13’ Puppo 27’ Pernigo |

| Arbitro: | Fois (Roma) |

|  |           |              |
|  | Marcatori | 16’ Morselli |

| Milano 29 novembre 1942 9ª giornata | Milano            | 0 – 0 | Liguria | Arena Civica (8 000 spett.)\| Arbitro: \| Bertolio (Torino) \| |
| Arbitro:                            | Bertolio (Torino) |       |         |                                                                |

| Bergamo 6 dicembre 1942 10ª giornata | Atalanta          | 0 – 0 | Milano | Stadio Mario Brumana (7 000 spett.)\| Arbitro: \| Galeati (Bologna) \| |
| Arbitro:                             | Galeati (Bologna) |       |        |                                                                        |

| Arbitro: | Curradi (Firenze) |

|                                             |           |                  |
| Cappello 6’, 35’ Del Medico 8’ Morselli 84’ | Marcatori | 90’ (rig.) Piola |

| Arbitro: | Bertolio (Torino) |

|                                       |           |  |
| Reguzzoni 13’ Nardi 37’ Puricelli 51’ | Marcatori |  |

| Arbitro: | Fois (Roma) |

|                                 |           |             |
| Corbelli 20’ Rosellini 65’, 76’ | Marcatori | 29’ Menutti |

| Arbitro: | Zelocchi (Modena) |

|                                      |           |                     |
| Baldini 10’ Gaddoni 20’ Candiani 82’ | Marcatori | 83’ (rig.) Morselli |

| Arbitro: | Scorzoni (Bologna) |

|               |           |             |
| Rosellini 28’ | Marcatori | 26’ Miniati |

#### Girone di ritorno
| Arbitro: | Dattilo (Roma) |

|                            |           |  |
| Rosellini 43’ Corbelli 63’ | Marcatori |  |

| Arbitro: | Mattea (Torino) |

|                                        |           |                                    |
| Conti 16’ Sotgiu 44’, 64’ Trevisan 54’ | Marcatori | 22’ (rig.) Morselli 40’ Del Medico |

| Arbitro: | Pizziolo (Firenze) |

|                                        |           |            |
| Del Medico 56’, 85’ Rosellini 75’, 90’ | Marcatori | 48’ Amadei |

| Arbitro: | Scotto (Savona) |

|                       |           |  |
| Bollano 16’, 80’, 82’ | Marcatori |  |

| Arbitro: | Silvano (Torino) |

|              |           |               |
| Cappello 71’ | Marcatori | 88’ Marchetti |

| Arbitro: | Bernardi (Bologna) |

|  |           |               |
|  | Marcatori | 80’ Rosellini |

| Arbitro: | Bertolio (Torino) |

|                   |           |                                  |
| Pernigo 4’ (rig.) | Marcatori | 54’, 76’ Del Medico 61’ Cappello |

| Arbitro: | Scorzoni (Bologna) |

|              |           |  |
| Cappello 46’ | Marcatori |  |

| Arbitro: | Scorzoni (Bologna) |

|                    |           |                                 |
| Diotalevi 30’, 52’ | Marcatori | 82’ Del Medico 84’ (rig.) Zorzi |

| Arbitro: | Bernardi (Bologna) |

|  |           |               |
|  | Marcatori | 17’ Stombelli |

| Arbitro: | Scotto (Savona) |

|                                                |           |                                   |
| Piola 17’, 25’ (rig.) Gualtieri 29’ Borici 40’ | Marcatori | 4’ Boffi 30’ (rig.) Boniforti III |

| Arbitro: | Mattea (Torino) |

|                                       |           |                           |
| Boffi 15’ Antonini 24’ Del Medico 88’ | Marcatori | 39’ (rig.), 58’ Reguzzoni |

| Arbitro: | Dellarole (Roma) |

|                              |           |  |
| Di Benedetti 46’ Menutti 81’ | Marcatori |  |

| Arbitro: | Scarpi (Dolo) |

|  |           |                                       |
|  | Marcatori | 4’ Candiani 43’ Gaddoni 68’ Cominelli |

| Arbitro: | Scotto (Savona) |

|                                        |           |              |
| Traversa 14’ Capaccioli 42’ Raccis 57’ | Marcatori | 11’ Morselli |

### Coppa Italia
| Arbitro: | Scorzoni (Bologna) |

|                               |           |                                              |
| Guarnieri I 3’ Conti 11’, 76’ | Marcatori | 5’, 60’ Cappello 23’, 69’ Boffi 73’ Corbelli |

| Arbitro: | Silvano (Torino) |

|                 |           |                                                      |
| Raccis 61’, 65’ | Marcatori | 35’ Del Medico 54’ Cappello 76’ (rig.) Boniforti III |

| Arbitro: | Zelocchi (Modena) |

|                                                           |           |  |
| Mazzola 47’, 82’ Pozzi 52’ (aut.) Ossola 71’ Ferraris 78’ | Marcatori |  |

## Statistiche

### Statistiche di squadra
| Competizione | Punti            | In casa | In casa | In casa | In casa | In casa | In casa | In trasferta | In trasferta | In trasferta | In trasferta | In trasferta | In trasferta | Totale | Totale | Totale | Totale | Totale | Totale | DR |
| Competizione | Punti            | G       | V       | N       | P       | Gf      | Gs      | G            | V            | N            | P            | Gf           | Gs           | G      | V      | N      | P      | Gf     | Gs     | DR |
| ------------ | ---------------- | ------- | ------- | ------- | ------- | ------- | ------- | ------------ | ------------ | ------------ | ------------ | ------------ | ------------ | ------ | ------ | ------ | ------ | ------ | ------ | -- |
| Serie A      | 29               | 15      | 7       | 4       | 4       | 23      | 16      | 15           | 3            | 5            | 7            | 16           | 28           | 30     | 10     | 9      | 11     | 39     | 44     | -5 |
| Coppa Italia | quarti di finale | -       | -       | -       | -       | -       | -       | 3            | 2            | 0            | 1            | 8            | 10           | 3      | 2      | 0      | 1      | 8      | 10     | -2 |
| Totale       | -                | 15      | 7       | 4       | 4       | 23      | 16      | 18           | 5            | 5            | 8            | 24           | 38           | 33     | 12     | 9      | 12     | 47     | 54     | -7 |

### Statistiche dei giocatori
| Giocatore     | Serie A  | Serie A | Coppa Italia | Coppa Italia | Totale   | Totale |
| Giocatore     | Presenze | Reti    | Presenze     | Reti         | Presenze | Reti   |
| ------------- | -------- | ------- | ------------ | ------------ | -------- | ------ |
| G. Antonini   | 27       | 1       | 2            | 0            | 29       | 1      |
| M. Begni      | 2        | 0       | 0            | 0            | 2        | 0      |
| A. Boffi      | 10       | 4       | 3            | 2            | 13       | 6      |
| E. Boniforti  | 22       | 2       | 2            | 1            | 24       | 3      |
| A. Bonomi     | 4        | 0       | 0            | 0            | 4        | 0      |
| G. Cappello   | 21       | 7       | 2            | 3            | 23       | 10     |
| G. Corbelli   | 28       | 3       | 2            | 1            | 30       | 4      |
| W. Del Medico | 30       | 9       | 3            | 1            | 33       | 10     |
| E. Galimberti | 30       | 0       | 3            | 0            | 33       | 0      |
| A. Gallo      | 15       | 0       | 1            | 0            | 16       | 0      |
| G. Granata    | 2        | 0       | 0            | 0            | 2        | 0      |
| A. Morselli   | 19       | 5       | 1            | 0            | 20       | 5      |
| L. Pozzi      | 3        | 0       | 1            | 0            | 4        | 0      |
| A. Ricciardi  | 3        | -5      | 0            | 0            | 3        | -5     |
| L. Rosellini  | 22       | 7       | 3            | 0            | 25       | 7      |
| G. Rossetti   | 26       | -36     | 3            | -10          | 29       | -46    |
| G. Sacchi     | 1        | -3      | 0            | 0            | 1        | -3     |
| P. Todeschini | 24       | 0       | 3            | 0            | 27       | 0      |
| G. Toppan     | 11       | 0       | 1            | 0            | 12       | 0      |
| P. Trapanelli | 3        | 0       | 1            | 0            | 4        | 0      |
| F. Valletti   | 0        | 0       | 0            | 0            | 0        | 0      |
| F. Ventura    | 2        | 0       | 0            | 0            | 2        | 0      |
| L. Zorzi      | 25       | 1       | 2            | 0            | 27       | 1      |